# Jarkovci
Jarkovci (ćir: Јарковци) je naselje u Srijemu, u Vojvodini, u sastavu općine Inđija.

## Stanovništvo
U naselju Jarkovci živi 618 stanovnika, od čega 465 punoljetna stanovnika s prosječnom starosti od 38,3 godina (37,8 kod muškaraca i 38,8 kod žena). U naselju ima 176 domaćinstava, a prosječan broj članova po domaćinstvu je 3,43.
Prema popisu iz 1991. godine u naselju je živjelo 318 stanovnika.
| Etnički sastav 2002. |            |        |
| Narod                | Stanovnika | %      |
| Srbi                 | 591        | 97,84% |
| Jugoslaveni          | 5          | 0,82%  |
| Mađari               | 2          | 0,33%  |
| Hrvati               | 1          | 0,16%  |
| Crnogorci            | 1          | 0,16%  |
| nepoznato            | 3          | 0,49%  |

| broj stanovnika | 404   | 554   | 456   | 364   | 364   | 318   | 604   |
|                 | 1948. | 1953. | 1961. | 1971. | 1981. | 1991. | 2001. |

## Vanjske poveznice
- Karte, udaljenosti i vremenska prognoza
- Satelitski snimak naselja  Arhivirana inačica izvorne stranice od 20. veljače 2021. (Wayback Machine)